# Филиппова, Людмила Павловна
Людми́ла Па́вловна Фили́ппова (10 февраля 1950, Малые Отары, Звениговский район, Марийская АССР, РСФСР, СССР) ― каменщица СМУ-1 треста «Марпромстрой» и «Йошкар-Оластрой» (1968―2002). Почётный гражданин Йошкар-Олы (1988).

## Биография
Родилась 10 февраля 1950 года в д. Малые Отары Звениговского района Марийской АССР в крестьянской семье. 
Окончила ГПТУ-5 в г. Волжске Марийской АССР.
В 1968―2002 годах ― каменщица СМУ-1 треста «Марпромстрой» и «Йошкар-Оластрой». Является участницей строительства промышленных и социально-культурных объектов г. Йошкар-Олы, в т. ч. заводов: механического, инструментального, «Биопром», силикатного кирпича; базы Главмарийстроя, мебельно-зеркального комбината, Республиканского русского драматического театра Марийской АССР, кинотеатра «Россия». Известна и как наставник молодёжи, профорг.
В 1988 году удостоена звания «Почётный гражданин Йошкар-Олы». За плодотворную работу и добросовестное отношение к труду награждена орденом Трудовой Славы III степени и медалями.

## Трудовые звания и награды
- Орден Трудовой Славы III степени (1986)[1][3]
- Юбилейная медаль «За доблестный труд. В ознаменование 100-летия со дня рождения Владимира Ильича Ленина» (1970)[3]
- Медаль «Ветеран труда»[3]
- Почётный гражданин Йошкар-Олы (17 мая 1988)[1] ― за высокие производительные показатели и активное участие в общественной жизни города[3]

## Память
Отдельные фотодокументальные материалы из личного архива Л. П. Филипповой хранятся в Музее истории города Йошкар-Олы. 